# Nordre Berlandsholmen
Nordre Berlandsholmen est une île norvégienne dans le comté de Hordaland. Elle appartient administrativement à Kjerrgarden.

## Géographie
Entièrement rocheuse et couverte de végétation, elle s'étend sur environ 220 m de longueur pour une largeur approximative de 77 m.